# Regierung Leterme I
Die belgische  Regierung Leterme I war vom 20. März 2008 bis zum 30. Dezember 2008 im Amt. Am 22. März 2008 sprach ihr die Abgeordnetenkammer das Vertrauen aus. Die Regierung bestand aus fünfzehn Ministern (Premierminister einbegriffen) und sieben Staatssekretären. 
Diese erste von Yves Leterme (CD&V) angeführte Regierung setzte sich aus den flämischen (Open VLD) und frankophonen Liberalen (MR), den flämischen Christdemokraten (CD&V) und den frankophonen Zentrumshumanisten (cdH) und Sozialisten (PS) zusammen.
Mit der Bildung der Regierung Leterme I endete vorläufig eine neunmonatige Regierungskrise, die durch die Regierung Verhofstadt III unter Guy Verhofstadt überbrückt wurde. Am 14. Juli 2008 bot Leterme wegen interner Spannungen König Albert II. ein erstes Mal seinen Rücktritt an, dieser lehnte das Gesuch jedoch ab.
Infolge der sogenannten „Fortis-Affäre“, bei der aus Justizkreisen verlautete, dass seitens der Politik und besonders seitens hochrangiger Mitarbeiter von Yves Leterme Druck auf die Richter ausgeübt worden sei, die sich mit Unregelmäßigkeiten beim Verkauf des Fortis-Konzerns an die Bank BNP Paribas befassten, und somit die Gewaltentrennung verletzt wurde, trat die Regierung Leterme I nach neun Monaten Amtszeit am 19. Dezember 2008 geschlossen zurück. Der König akzeptierte dieses Rücktrittsgesuch am 22. Dezember 2008. Nachfolgeregierung wurde am 30. Dezember 2008 die Regierung Van Rompuy mit fast der gleichen Besetzung wie die Regierung Leterme I.

## Zusammensetzung
| Minister                                                                | Name                                                  | Partei   |
| ----------------------------------------------------------------------- | ----------------------------------------------------- | -------- |
| Premierminister                                                         | Yves Leterme                                          | CD&V     |
| Vizepremierminister, Minister für Finanzen und institutionelle Reformen | Didier Reynders                                       | MR       |
| Vizepremierminister, Minister für Justiz und institutionelle Reformen   | Jo Vandeurzen                                         | CD&V     |
| Vizepremierminister, Minister für innere Angelegenheiten                | Patrick Dewael                                        | Open VLD |
| Vizepremierministerin, Ministerin für Arbeit und Altersvorsorge         | Joëlle Milquet                                        | cdH      |
| Vizepremierministerin, Ministerin für Soziales und Gesundheit           | Laurette Onkelinx                                     | PS       |
| Minister für auswärtige Angelegenheiten                                 | Karel de Gucht                                        | Open VLD |
| Minister der Verteidigung                                               | Pieter De Crem                                        | CD&V     |
| Minister der Entwicklungszusammenarbeit                                 | Charles Michel                                        | MR       |
| Ministerin für den öffentlichen Dienst und öffentliche Unternehmen      | Inge Vervotte                                         | CD&V     |
| Minister für Wirtschaft                                                 | Vincent Van Quickenborne                              | Open VLD |
| Ministerin für KMU, Selbstständige, Landwirtschaft und Wissenschaft     | Sabine Laruelle                                       | MR       |
| Ministerin für Migration und Asylangelegenheiten                        | Annemie Turtelboom                                    | Open VLD |
| Ministerin für soziale Integration, Pensionen und Großstädte            | Marie Arena                                           | PS       |
| Minister für Klima und Energie                                          | Paul Magnette                                         | PS       |
| Staatssekretäre                                                         | Name                                                  | Partei   |
| Staatssekretär für Mobilität                                            | Etienne Schouppe                                      | CD&V     |
| Staatssekretär für die Koordination der Betrugsbekämpfung               | Carl Devlies                                          | CD&V     |
| Staatssekretär für Finanzen                                             | Bernard Clerfayt                                      | MR       |
| Staatssekretär für die Vorbereitung der Europäischen Präsidentschaft    | Olivier Chastel                                       | MR       |
| Staatssekretärin für Personen mit einer Behinderung                     | Julie Fernandez Fernandez                             | PS       |
| Staatssekretär für den Haushalt und die Familienpolitik                 | Melchior Wathelet                                     | cdH      |
| Staatssekretär für Armutsbekämpfung                                     | Jean-Marc Delizée bis 19. April 2008: Frédéric Laloux | PS       |